# Блясино
Блясино — деревня в Красногородском районе Псковской области России. Входит в состав Красногородской волости.

## География
Расположена на севере района, в 15 км к северу от районного центра, посёлка Красногородск, на реке Синяя.

## Население
| 2001 | 2002 | 2010 |
| ---- | ---- | ---- |
| 326  | ↘251 | ↘206 |

Численность население деревни по оценке на начало 2001 года составляла 326 жителей.

## История
С января 1995 до апреля 2015 года деревня была административным центром Партизанской волости, упразднённой в пользу Красногородской волости.